# Cupressus sempervirens
Il cipresso comune o cipresso mediterraneo (Cupressus sempervirens, L.) è una conifera appartenente al genere Cupressus.

## Origine
Le sue origini sembrerebbero essere dell'Iran e dell'area orientale del mar Mediterraneo; sarebbe stato importato nel Mediterraneo occidentale dai Fenici e dagli Etruschi per motivi ornamentali dal momento che la sua forma piramidale di alcune varietà è molto caratteristica. È una pianta molto diffusa in Italia, ma molto probabilmente non è autoctono nonostante oggi rappresenti una delle specie più caratteristiche della penisola. Si tratta di una specie relitta, rappresentante della flora europea prima delle glaciazioni.

## Descrizione
Il cipresso mediterraneo è un albero sempreverde che raggiunge i 25 m, ma negli esemplari più vecchi può arrivare anche oltre i 50 m. La sua chioma è molto caratteristica e per motivi ornamentali si sono fatte selezioni mirate ad accentuare questa sua prerogativa trovando così oggi esemplari con la chioma ovale, altri con forma fortemente piramidale e chioma che scende fino a terra. Questo suo aspetto ha permesso all'albero di essere utilizzato anche come frangivento.
Possiede una corteccia di colore marrone grigio-bruno con lunghe fessurazioni e il suo legno molto duro è utilizzato per la costruzione di mobili in quanto il suo odore fortemente aromatico lo preserva dalle tarme, dai funghi e dai parassiti, mentre un tempo era anche utilizzato per la costruzione delle navi, data la sua grande resistenza all'umidità.
Le foglie, caratteristiche di tutti i tipi di cipresso, sono di colore verde scuro, molto piccole, lunghe circa 1 mm, embricate e appressate al rametto, dando una forma detta squamiforme.
I fiori disposti all'apice dei rametti, di colore giallo, sono indistintamente maschili e femminili su tutta la pianta.
Gli strobili sono piccole sfere di colore verde chiaro da giovani, dette galbule, squamate e, dopo una maturazione lunga due anni, cambiano colore diventando marroni, lignificano e si aprono lungo le fenditure delle squame per far cadere i semi alati (acheni).

## Corologia ed ecologia
Originario dell'Asia Minore e del Mediterraneo orientale, oggi occupa tutto il suo bacino. Esiste da epoche molto remote anche in Iran e in Mesopotamia, in cui probabilmente era autoctono; il "Sarv-e Abarkuh", una pianta monumento nazionale iraniano, nella provincia di Yazd, ha una circonferenza di 18 metri e un'età stimata di 4.000 anni, rendendolo il cipresso più vecchio al mondo.
 Predilige aree a clima caldo, con estati secche, e soffre i freddi prolungati, ma la sua riproduzione spontanea e l'adattabilità a tutti i tipi di terreno lo ha portato a vegetare un po' ovunque, anche fino a 700 m s.l.m. e su terreni aridi, così da essere usato anche come un albero da rimboschimento, oltre che da frangivento, e il suo uso prominente come pianta ornamentale del giardino e del paesaggio.

## Fitoterapia
In fitoterapia l'estratto meristematico (delle gemme) viene utilizzato come tonificante dell'endotelio vascolare.